# وزارة المالية (المجر)
وزارة المالية (بالمجرية: Pénzügyminisztérium) هي الوزارة الحكومية المسؤولة عن ضبط وتسيير السياسات المالية العامة في المجر، بما يشمل إدارة الميزانية، والضرائب، والإنفاق العام، والسياسات الاقتصادية المرتبطة بالمالية العامة. يتولى وزارة المالية حالياً ميهالي فارج.

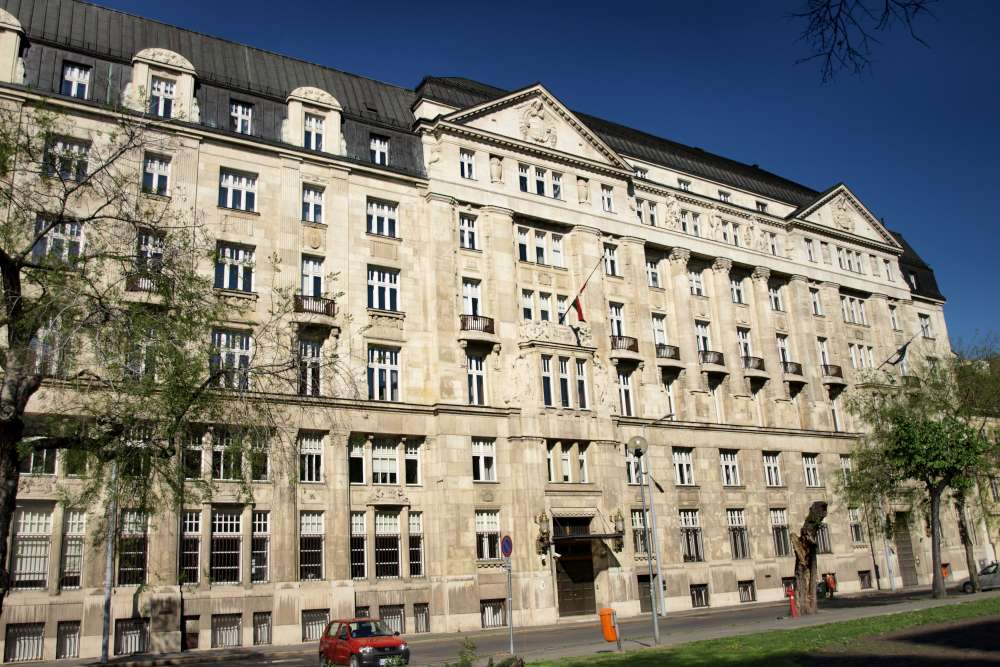
مبنى وزارة المالية في ساحة جوزيف بالاتين